# Flughafen Toulouse-Blagnac

i7
i11
i13

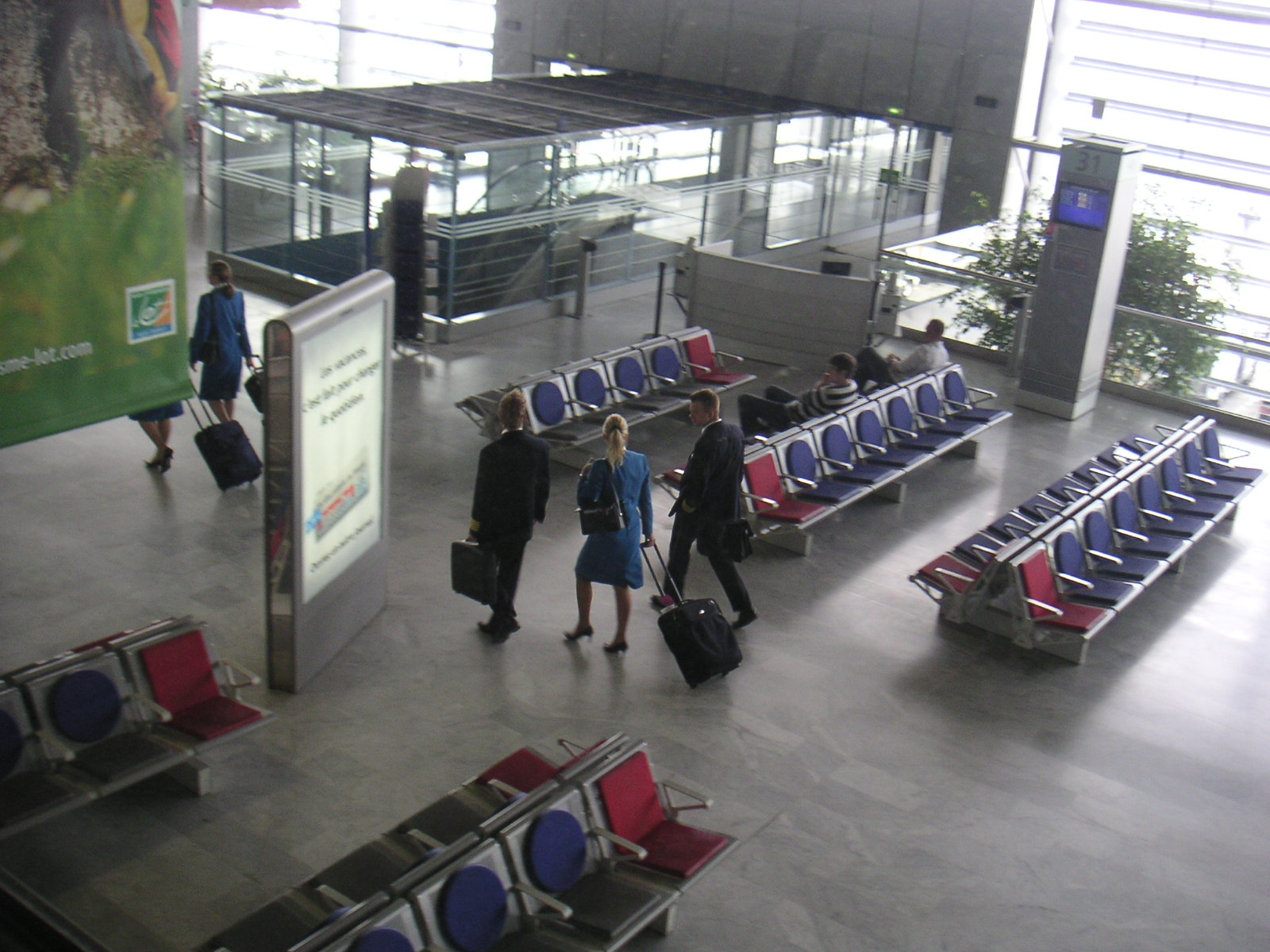
Innenansicht des Terminals

Blick auf das Vorfeld mit Fluggastbrücke

Der Flughafen Toulouse-Blagnac (franz. Aéroport Toulouse-Blagnac, IATA-Code: TLS, ICAO-Code: LFBO) ist der internationale Verkehrsflughafen der südfranzösischen Großstadt Toulouse. Er ist mit 7,85 Millionen Passagieren im Jahr 2024 der nach Passagierzahl siebtgrößte Flughafen des Landes und dient darüber hinaus als Werksflughafen für Airbus und ATR, die auf dem Flughafengelände Produktionsstandorte betreiben – beispielsweise wurde hier der Airbus A380 gefertigt.

## Lage und Verkehrsanbindung
Der Flughafen liegt in Blagnac, acht Kilometer nordwestlich von Toulouse in Südfrankreich.
- Mit dem Auto: Der Flughafen ist von der Innenstadt in Richtung Bordeaux via Autobahn A 620 und A 621 in 10 bis 20 Minuten zu erreichen – je nach Tageszeit. Auf einem Kurzzeitparkplatz sowie drei Langzeitparkplätzen und einem Parkhaus stehen den Fluggästen insgesamt 7000 Parkplätze zur Verfügung (davon über 90 Behindertenparkplätze). Alle Parkplätze sind durchgehend geöffnet und ein kostenloser Pendelbus verbindet alle sechs Minuten die entferntesten Langzeitparkplätze mit dem Flughafen.
- Mit dem Bus/Straßenbahn: Der Linienbus (Linie 66) von Tisséo (Verkehrsgesellschaft der Stadt Toulouse) fährt von der Innenstadt (Stadtteil St. Cyprien) ab der Station République der Métro Toulouse mit Unterwegshaltestellen auf der gesamten Strecke tagsüber im 10- bis 20-Minuten-Takt direkt zum Terminalgebäude des Flughafens (Fahrzeit maximal 31 Minuten, normaler Linientarif). Die Straßenbahnlinie T1 verbindet den Flughafenteil Lagardère (Airbus) mit dem Stadtzentrum (Haltestelle Arènes, gleichzeitig Metrostation) im 10- bis 30-Minuten-Takt (Fahrzeit 31 Minuten, normaler Linientarif). Eine weitere Buslinie (Nr. 30) verbindet tagsüber den Flughafen u. a. über Lagardère (Airbus), Beauzelle und Gagnac sur Garonne mit Fenouillet im 20-Minuten-Takt (Fahrzeit maximal 41 Minuten, Linientarif). Der Pendelbus der Courriers de la Garonne (Navette Aéroport) fährt im 20-Minuten-Takt vom Busbahnhof Gare Routière sowie von den Haltestellen Jean Jaurès, Jeanne d'Arc sowie Compans-Caffarelli im Stadtzentrum zum Flughafen (Extra-Tarif). Vom Flughafen fährt auch zweimal täglich ein Bus nach Andorra und einmal wöchentlich nach Luchon.

## Geschichte
Der Flughafen von Toulouse ist geprägt von historischen Momenten der Luftfahrt, beispielsweise starteten hier die Erstflüge des Überschallpassagierflugzeugs Concorde und des größten Passagierflugzeugs Airbus A380.
Um 1890 konstruierte Clément Ader im 25 Kilometer südlich von Toulouse gelegenen Muret bereits mehrere motorisierte Fluggeräte; die Stadt stellte ab 1913 ein Gelände zur Verfügung, auf dem das Toulouser Publikum die neuesten Luftfahrzeuge bewundern konnte. Im Stadtteil Montaudran ließ sich kurz danach die Aérospatiale nieder. Die Luftfrachtgesellschaft Latécoère folgte 1917 und stellte Ende 1926 einen jungen Piloten namens Antoine de Saint-Exupéry ein. Toulouse wurde sein Heimatflughafen mit berühmten Strecken wie Toulouse – Casablanca und Toulouse – Dakar. Die Handelskammer unterstützte aktiv alle Luftfahrtprojekte und wurde 1928 damit beauftragt, den Bau des künftigen internationalen Transportflughafens in Blagnac zu koordinieren.

### Zweiter Weltkrieg
Im Jahr 1939 wurde eine Reparaturwerkstatt der Französischen Luftstreitkräfte eröffnet und zwei Landebahnen von je 800 Metern Länge in der Nähe von Blagnac angelegt. Nach der Besetzung Frankreichs durch die deutsche Wehrmacht wurde der Platz Heimat einer Jagdfliegerschule der Luftwaffe und die Hauptlandebahn wurde während des Krieges auf 1700 Meter verlängert.
Zwischen April und Dezember 1943 lag hier die 1. Staffel der Jagdgruppe Ost, mit Bf 109F/G und Fw 190A, bis August parallel daneben auch die 3. Staffel der gleichen Einheit. Anschließend zwischen Anfang November 1943 und Anfang März 1944 war Blagnac, mit einer mehrwöchigen Unterbrechung im November/Dezember 1943, Stationierungsort der II. Gruppe des Kampfgeschwaders 100 (II./KG 100), wobei nur zwei der drei Staffeln im Dezember zurückkehrten. Die Gruppe war in Toulouse mit der Do 217E ausgerüstet. Auch lag hier zwischen Juni und Juli 1944 die I./KG 40.

### Nach 1945
Der zivile Flugverkehr mit Abfertigung in Holzbaracken wurde 1945 aufgenommen (1945: 9000 Passagiere).
Im Jahr 1953 wurde das Flughafengebäude Blagnac 1 mit einer Kapazität von 400.000 Passagieren pro Jahr eröffnet. Die Landebahnen wurden 1964–68 modernisiert und auf 3000 bzw. 3500 m verlängert, vor allem für die Versuchsflüge der Concorde (Erstflug 1969).
Im April 1978 wurde das Flughafengebäude Blagnac 2 (800 m nordwestlich) eröffnet, das 1993, 2004 und 2010 jeweils um eine Halle erweitert wurde. Hinzu kamen 1993 ein neuer Kontrollturm und 2002 ein Parkhaus.
Alle Partner der Flughafengesellschaft verpflichten sich in einem Entwicklungsprogramm seit 2005 für Qualität, Sicherheit und Umweltschutz. Unter anderem ist ein ökologisches Entwässerungssystem in Betrieb genommen worden.
Die vierte Halle (D) des Flughafens wurde am 10. März 2010 in Betrieb genommen. Im Bau befinden sich ebenso erweiterte Parkplätze, eine Kläranlage sowie zusätzliche Flugzeugabstellpositionen. Die Expansion von 40.000 m² wird bis 2015 die Kapazität von Toulouse Blagnac von sechs auf neun Millionen Passagiere erhöhen. Der Ausbau soll eine bessere Sicherheit garantieren sowie die Flexibilität und Dienstleistungen des Flughafens seiner Drehkreuzrolle anpassen.
Im Jahr 2012 eröffnete Air France am Flughafen Toulouse ein Drehkreuz und bot seitdem mehrere neue Routen ab Toulouse an.
Im Zuge einer Teilprivatisierung erwarb das sino-kanadisches Konsortium "Symbiose" im April 2015 für 308 Millionen Euro 49,9 % des staatlichen Anteils von 60 %, durchgerechnet somit 29,9 %. Hierzu gründeten die Teilhaber, der Investment-Fonds Friedman Pacific AM und die Shandong Hi-Speed Group, die Casil Europe, eine Gesellschaft französischen Rechts. Die Anteile der vier beteiligten lokalen Körperschaften (IHK, Region, Department, Stadt), zusammen 40 %, waren durch diese Transaktion nicht betroffen.

## Infrastruktur

### Start- und Landebahnen
Der Flughafen ist durchgehend geöffnet. Der Flughafen besitzt zwei parallele Start- und Landebahnen, die mit einem Instrumentenlandesystem der Kategorie III ausgestattet sind, mit Befeuerung HI, BI und PAPI (optisches Anflugsystem).

### Abfertigungsgebäude
Mit der derzeitigen Terminalkapazität können jährlich bis zu 6,2 Millionen Passagiere abgefertigt werden. Das rund um die Uhr geöffnete Terminal verfügt in den Hallen A–D über insgesamt 30 Flugsteige, von denen zehn mit Fluggastbrücken ausgestattet sind. Des Weiteren existieren 56 Abfertigungsschalter und fünf Gepäckausgabebänder.
Im Erdgeschoss befindet sich der Bereich für ankommende Passagiere mit einer separaten Vorfahrt, Gepäcksausgabehallen mit Pass- und Zollkontrolle sowie Imbissständen, Cafés, Wechselbüros, Banken, Internetzugang, Geldautomaten und Autovermietern. Im ersten Obergeschoss liegen die Abflughallen mit Verkaufschalter, Check-in-Schalter, Imbissständen, Bars, Restaurants, Zugang zum Terrassenrestaurant, Geschäfte, Babywickelraum, Reisebüros, Wechselbüros, Geldautomaten usw. Dazu kommen weitere Geschäfte, der zollfreie Verkauf und die Sicherheitskontrollen im Fluggastbereich. Im zweiten Geschoss befinden sich außer dem Besucherrestaurant mit einer Kapazität von etwa 200 Gästen die Salons, Büroräume, eine Kapelle sowie das Rote Kreuz. Dort hat auch der Architekt Marc Raymond den Panoramablick auf das Vorfeld und die Start- und Landebahnen genutzt, um die interaktive permanente Ausstellungshalle Aéroplace zu schaffen.

## Zwischenfälle
- Am 30. Juni 1950 verunglückte eine Sud-Est SE.2010 Armagnac (Luftfahrzeugkennzeichen F-WAVA) der Herstellerfirma SNCASE beim Start vom Flughafen Toulouse-Blagnac. Ein Teil der Flügelnase hatte sich gelöst und führte zum Unfall. Die Maschine fing Feuer und wurde zerstört. Von den elf Insassen kamen zwei ums Leben, ebenso eine Person am Boden.[4]

- Am 2. November 1957 wurde eine Douglas DC-4/C-54-DO der französischen Air France (F-BHKY) auf dem Flughafen Toulouse-Blagnac durch ein Feuer irreparabel beschädigt. Personen kamen nicht zu Schaden.[5]

- Am 29. Januar 1988 stürzte die Vickers Vanguard 953C mit dem Luftfahrzeugkennzeichen F-GEJF der Inter Cargo Service unmittelbar nach dem Abheben neben der Startbahn ab. Für den Frachtflug nach Paris-Orly wurde das Triebwerk Nr. 4 (rechts außen) im Leerlauf betrieben, da es zuvor sehr heiß gelaufen war. Es kam zum Kontrollverlust und zur Zerstörung des Flugzeugs. Alle 3 Besatzungsmitglieder überlebten.[6]

- Am 30. Juni 1994 ereignete sich der erste Unfall eines Airbus A330, als eine von Airbus eingesetzte Testmaschine des Typs A330-321 (F-WWKH, MSN: 42) während des Starts am Flughafen Toulouse-Blagnac aufgrund eines Pilotenfehlers bei der Simulation eines Triebwerkausfalls in ein nahegelegenes Waldgebiet stürzte. Dabei wurden alle sieben Insassen getötet. Dieser Airbus wurde zum Gedenken an die Insassen und die Crew symbolisch neben dem Airbus-Werk Clément Ader beerdigt. Die Absturzstelle kann zum Gedenken besichtigt werden (siehe auch Airbus-Industrie-Flug 129).[7]

## Sonstiges
Neben Blagnac bestehen der kleinere Flugplatz Toulouse-Lasbordes im Osten der Stadt und etwas außerhalb im Südwesten Muret-Lherm. Letzterer ist alljährlich im Frühsommer Schauplatz eines größeren Flugtages im Gedenken an den in Muret geborenen Flugpionier Clément Ader (siehe auch: Airexpo). Beide Flugplätze werden ausschließlich durch die Allgemeine Luftfahrt genutzt.

### Flughafen Toulouse-Montaudran
Das Aérodrome de Montaudran im Süden des Stadtgebiets war der erste Verkehrsflugplatz von Toulouse. Er ist eng verbunden mit der Aéropostale und dem Namen Latecoère. Dieser aus den südlich gelegenen Pyrenäen stammende Flugpionier errichtete nach dem Ersten Weltkrieg eine Luftpostverbindung ins westafrikanische Dakar, eine Route, die Aéropostale und die deutsche Lufthansa in den 1920er Jahren bis nach Südamerika verlängerten.
Mit der Eröffnung Blagnacs verlor Montaudran an Bedeutung. Die Firma Breguet nutzte ihn noch bis in die 1970er-Jahre für Flugtests, Air France Industries bis zur Schließung Ende 2003 für Wartungsaufgaben.

### Flughafen Toulouse-Francazal
Der Aéroport de Francazal liegt im Südwesten des Stadtgebietes. Unter seinem heutigen Namen besteht er seit 2012. Der Flughafen wird durch eine Gesellschaft betrieben, an der neben dem Flughafen Toulouse-Blagnac die SNC Lavalin maßgeblich beteiligt ist, betrieben. Ein Teil des Geländes des früheren Militärflugplatzes der Armée de l’Air, die ihn als Base aérienne 101 Toulouse-Francazal (B.A. 101) bezeichnete, wird noch durch die Armée de terre genutzt.